# كارلوس ماي
كارلوس ماي (بالإنجليزية: Carlos May)‏ هو لاعب كرة قاعدة أمريكي، ولد في 17 مايو 1948 في برمنغهام في الولايات المتحدة.

## وصلات خارجية
- كارلوس ماي على موقع الدوري الياباني لكرة القاعدة (الإنجليزية)
- كارلوس ماي على موقعبيزبول رفرنس.كوم (الدوري الرئيسي) (الإنجليزية)
- كارلوس ماي على موقعبيزبول رفرنس.كوم (الدوري الثانوي) (الإنجليزية)
- كارلوس ماي على موقع مشجعي الرسوم البيانية (الإنجليزية)